# Jimmy Burke
James Burke, detto Jimmy the Gent (New York, 5 luglio 1931 – Buffalo, 13 aprile 1996), è stato un criminale statunitense affiliato alla famiglia Lucchese.
È ritenuto il principale artefice della rapina alla Lufthansa del 1978, considerata all’epoca il colpo in contanti più ingente della storia americana. Dopo il colpo, Burke fu sospettato di aver ordinato l’eliminazione di diversi complici per evitare che potessero collegarlo al crimine.
Nel 1982, in seguito alla testimonianza del collaboratore di giustizia Henry Hill, Burke fu condannato per cospirazione nell’ambito dello scandalo delle partite truccate nel campionato di basket del Boston College (1978–79), ricevendo una pena di 12 anni di carcere. Durante la detenzione, fu successivamente riconosciuto colpevole di omicidio e condannato a un’ulteriore pena di 20 anni. Morì di cancro presso il Roswell Park Cancer Institute di Buffalo, New York, dodici anni prima di poter beneficiare della libertà condizionale.
La figura di Burke ha ispirato il personaggio di Jimmy Conway, interpretato da Robert De Niro nel film Quei bravi ragazzi (1990), diretto da Martin Scorsese.

## Biografia
All’età di due anni, James Burke fu affidato a una famiglia adottiva e, nel corso dell’infanzia, visse in numerose case-famiglia dove fu esposto a episodi di violenza fisica e abusi sessuali. A tredici anni, un alterco con i suoi genitori affidatari durante un viaggio in auto provocò un incidente mortale, in cui perse la vita il padre adottivo.
Nel 1962, Burke sposò la sua compagna Mickey, ma scoprì che un ex fidanzato continuava a molestarla. Il giorno del matrimonio, la polizia rinvenne i resti dell’uomo - smembrati in oltre una dozzina di pezzi - all’interno della sua automobile.
Burke ebbe tre figli: Frank James Burke, coinvolto come complice nella rapina alla Lufthansa e assassinato nel 1987; Jesse James Burke; e Catherine Burke, che in seguito sposò Anthony Indelicato, affiliato alla famiglia mafiosa Bonanno.

## Carriera criminale
Essendo di origine irlandese, James Burke non poteva diventare membro della Cosa nostra statunitense, poiché l'affiliazione era riservata esclusivamente a uomini di sangue italiano. Per questo motivo, rimase un semplice associato sotto la protezione del caporegime Paul Vario.
Negli anni Cinquanta, Burke fu coinvolto in diverse attività illecite, tra cui il contrabbando di sigarette e alcolici non tassati. Negli anni Sessanta, divenne una figura di riferimento e mentore per futuri criminali come Thomas DeSimone, Henry Hill e Angelo Sepe. Possedeva inoltre un bar a South Ozone Park, nel Queens, noto come Robert's Lounge.
Nel novembre 1972, Burke e Hill furono arrestati a Tampa, in Florida, per aver pestato Gaspar Ciaccio, un uomo che, secondo le accuse, aveva un grosso debito di gioco nei confronti del loro amico Casey Rosado, sindacalista locale. Entrambi furono condannati per estorsione e incarcerati nel penitenziario federale di Lewisburg, con una pena di 10 anni. Burke fu rilasciato sulla parola dopo sei anni e tornò subito alla sua carriera criminale, così come Hill, che era uscito due anni prima.
Una volta liberi, Burke e Hill iniziarono a trafficare stupefacenti, violando la regola imposta dalla famiglia Lucchese, che proibiva tale attività per paura che, in caso di arresto, gli affiliati potessero collaborare con le autorità per ottenere pene ridotte. Una paura ben fondata, visto che nel 1980 Henry Hill divenne effettivamente un collaboratore di giustizia.

### Omicidio di William "Billy Batts" Bentvena
Nel libro Wiseguy, Henry Hill racconta che nel 1970, dopo il rilascio dal carcere di William "Billy Batts" Bentvena, fu organizzata una festa di bentornato presso il Robert's Lounge, il locale di proprietà di James Burke. Durante la serata, Bentvena vide Tommy DeSimone e, scherzando, gli chiese se lucidasse ancora le scarpe. DeSimone interpretò la battuta come un'offesa personale e, rivolgendosi a Hill e Burke, sussurrò:
Lo ammazzo, quel bastardo.
Due settimane dopo, l'11 giugno 1970, Bentvena si trovava al The Suite, un night club di proprietà di Hill. A tarda notte, con il locale quasi vuoto, DeSimone lo colpì brutalmente con la pistola. Secondo Hill, prima di iniziare a picchiarlo, DeSimone gridò:
Lucida queste fottute scarpe!
Credendo Bentvena morto dopo il pestaggio, DeSimone, Burke e Hill misero il corpo nel bagagliaio dell’auto di Hill e si fermarono a casa della madre di DeSimone per recuperare una pala e della calce. Mentre erano in macchina, sentirono dei rumori provenire dal baule: Bentvena era ancora vivo. Allora fermarono l’auto e lo finirono a colpi di pala e chiave a croce. Burke poi si servì di un amico proprietario di un canile nello Stato di New York per seppellire il cadavere lì.
Circa tre mesi dopo, l’amico di Burke vendette il canile a dei costruttori edilizi, perciò Burke ordinò a Hill e DeSimone di dissotterrare il corpo e sbarazzarsene altrove. Hill dichiarò che il cadavere fu infine distrutto in un compattatore di rottami in un deposito nel New Jersey, gestito da Clyde Brooks. Tuttavia, nei commenti al film Quei bravi ragazzi, Hill affermò che il corpo era stato inizialmente sepolto nel seminterrato del Robert’s Lounge, e solo in seguito trasferito nel compattatore.

### Colpo alla Lufthansa
La rapina alla Lufthansa fu ideata da James Burke e messa in atto con l’aiuto di diversi suoi collaboratori. Il piano prese forma quando il bookmaker Martin Krugman informò Henry Hill che presso il terminal cargo della compagnia aerea Lufthansa, all’aeroporto JFK di New York, arrivavano regolarmente spedizioni di denaro contante. La soffiata proveniva da Louis Werner, un dipendente dell’aeroporto con un debito di gioco di 20.000 dollari nei confronti di Krugman (equivalenti a circa 104.000 dollari nel 2024), e dal suo collega Peter Gruenwald.
Burke scelse personalmente i membri del gruppo operativo: Tommy DeSimone, Angelo Sepe, Louis Cafora, Joe Manri, Paolo LiCastri e Robert McMahon. Il figlio di Burke, Frank, guidava uno dei veicoli di supporto, mentre a Parnell “Stacks” Edwards fu affidato il compito di far sparire il furgone utilizzato per la rapina. In base al ruolo ricoperto, ogni partecipante avrebbe dovuto ricevere tra i 10.000 e i 50.000 dollari. Tuttavia, le cifre si basavano su una stima iniziale del bottino di circa 2 milioni di dollari, ben inferiore all’ammontare reale. Louis Werner avrebbe dovuto ricevere il 10% fisso del totale.
L’11 dicembre 1978, il colpo fu messo a segno: vennero sottratti circa 5,875 milioni di dollari (equivalenti a 28,3 milioni nel 2024), di cui 5 milioni in contanti e 875.000 in gioielli, rendendola la più grande rapina in contanti mai avvenuta negli Stati Uniti fino a quel momento.
Burke è sospettato di aver ordinato o compiuto personalmente l’uccisione di diversi membri della banda, nel timore che potessero tradirlo o attirare l’attenzione delle autorità. La prima vittima fu Edwards, assassinato il 18 dicembre per non aver eliminato il furgone usato nella rapina. Nonostante i numerosi sospetti, Burke non fu mai formalmente incriminato per il colpo, e né il denaro né i gioielli rubati vennero mai recuperati.

## Arresto e condanna
Nel 1980, James Burke fu arrestato per violazione della libertà vigilata. Due anni dopo, nel 1982, fu condannato a 12 anni di carcere per cospirazione, in relazione allo scandalo delle partite truccate del campionato di basket del Boston College (1978-79). La condanna si basava in gran parte sulla testimonianza dell’ex affiliato Henry Hill. Le dichiarazioni di Hill portarono a un totale di cinquanta condanne in vari procedimenti, tra cui quelle di Burke e del loro superiore, il caporegime Paul Vario.
Durante l’espiazione di quella pena, Burke fu incriminato per l’omicidio del trafficante di droga Richard Eaton, avvenuto nel 1979. Anche in questo caso, Hill testimoniò contro di lui. Burke fu giudicato colpevole e, nel 1985, condannato a una pena aggiuntiva da 20 anni all’ergastolo.
Il figlio di Burke, Frank James Burke, spacciatore di cocaina e affiliato alla famiglia mafiosa Gambino, fu ucciso a colpi di pistola all’età di 26 anni, il 18 maggio 1987. L’omicidio avvenne fuori dal Suncrest Tavern, su Liberty Avenue, a East New York, Brooklyn, in seguito a un alterco con due uomini. Il responsabile fu identificato come Tito Ortiz, un altro spacciatore di droga.

## Morte
James Burke stava scontando la sua pena presso il carcere di massima sicurezza di Wende, ad Alden, nello Stato di New York, quando gli fu diagnosticato un cancro. Morì il 13 aprile 1996, mentre era in cura al Roswell Park Comprehensive Cancer Center di Buffalo.
Se fosse sopravvissuto, avrebbe potuto presentare richiesta di libertà condizionale a partire dal 3 novembre 2008. È sepolto al Saint Charles Cemetery di East Farmingdale, New York.

## Nella cultura popolare
- James Burke è stato interpretato da Robert De Niro nel film Quei bravi ragazzi del 1990, diretto da Martin Scorsese, con il nome fittizio di Jimmy Conway.
- Nel film per la TV Il furto del secolo del 1991, Burke venne interpretato da John Mahoney.
- Nel 2001, Donald Sutherland lo ritrasse nel film per la TV Il colpo.
- Nell’ottobre del 2014, il suo coinvolgimento nello scandalo delle partite truccate del Boston College fu approfondito nell’episodio Playing for the Mob della serie documentaristica 30 for 30 di ESPN. La voce narrante del documentario è di Ray Liotta.